# Ovidiu Herea
Ovidiu Nicolae Herea (Bucareste, 26 de março de 1985) é um futebolista profissional romeno que joga como meia. Atualmente, joga no Concordia Chiajna.

## Carreira
Começou com a camisa do Naţional/Progresul, e atuou no Rapid Bucureşti de 2003 à 2007. Teve uma passagem pelo Sion, da Suíça e pelo Skoda Xanthi, da Grécia.